# Maison Brunet
Pour les articles homonymes, voir Brunet.
La maison Brunet, aussi appelée la « maison aux 365 fenêtres », est un immeuble du quartier de La Croix-Rousse, dans le 1er arrondissement de Lyon.

## Situation
Formant un pâté de maisons entier, il est entouré au nord par la rue Rivet, à l'ouest par la rue Prunelle, au sud par la place Rouville et à l'est par la rue de Flesselles. Sa façade sud surplombe la place Rouville avec vue sur le quai Pierre Scize et la Saône.

## Histoire du lieu

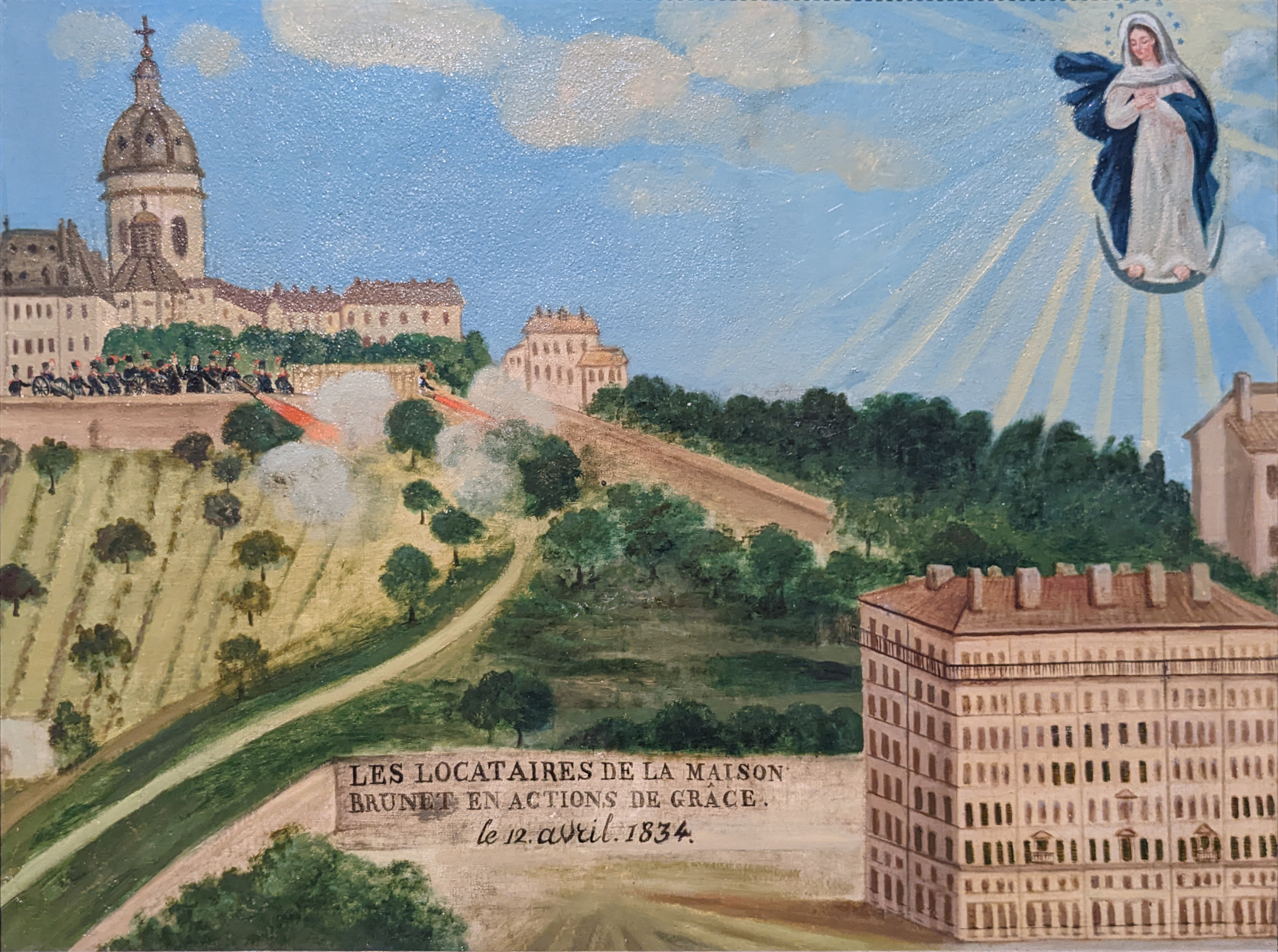
Bombardement de la maison Brunet lors de la seconde révolte des canuts (ex-voto au musée d'art religieux de Fourvière).

À l'époque de Lugdunum, les Romains avaient déjà mis à profit cet avantage topographique en édifiant une construction sur les hauteur de la croix rousse,,.
Le bâtiment en lui-même semble avoir été construit à l'époque de la généralisation des métiers de mécanique des canuts, aux environs de 1825 ; la maison figure en bonne place sur le plan du Clos Saint Benoit, édité en 1825.
Le bâtiment a été construit à l'initiative de Claude Brunet et de sa femme, qui possédaient déjà des métiers à tisser et tenaient les rôles de fabricant d'étoffe (ou soyeux). Le couple ont acheté deux tènements à un rentier, monsieur Noilly, demeurant 9 rue Lanterne, en automne 1823 sur lesquels ils ont fait élever deux immeubles, approximativement aux numéros 4 et 20. Puis, ils acquièrent, par actes reçus de Maître Bonnevaux, notaire à Lyon les 5 juin et 14 septembre 1824, un terrain appartenant à André Gonin. Sur le clos Saint Benoit de 720 m2, Claude Brunet a surtout le projet de bâtir un immeuble susceptible d’accueillir non seulement les métiers à tisser, qui surmontés de la mécanique Jacquard atteignent maintenant une hauteur de 3,80 m, mais également de réunir sous le même toit plusieurs ateliers. Il va donc contribuer à la création de ces ateliers-logements que les ouvriers en soie sont impatients de louer.
Malheureusement la maison sera vendue aux enchères en 1831 et Claude Brunet mourut ruiné.
Par la suite, la Maison Brunet devient un refuge pour les ouvriers lors de la révolte des canuts de 1831. Véritable forteresse, les révolutionnaires utilisent ses nombreuses fenêtres pour se défendre des soldats. La maison Brunet hérite alors du nom de « citadelle du peuple ». En avril 1834, la bâtisse, reconnue comme l’un des symboles de la Révolution Canut, est visée par de nombreux bombardements. La maison aux 365 fenêtres est finalement sauvée, grâce à l’intervention de l’abbé Pierre Rousset, curé des Chartreux.

## Architecture
Le bâtiment est de forme rectangulaire. On attribue à Claude Brunet l'idée de représenter les divisions de l'année et le signe du temps : on dénombrerait 365 fenêtres (associé au nombre de jours de l'année), 4 portes d'entrée représentant les 4 saisons. Quant aux 6 étages, ils peuvent correspondre aux jours de la semaine si on ne compte pas le dimanche, celui-ci étant chômé. Il paraîtrait aussi que les cheminées représenteraient aussi nombre en relation aux semaines (à vérifier si on parle de semaines dans un mois ou autres) tandis que le nombre d’appartements serait de 52 pour le nombre de semaines dans une année mais cela reste à confirmer. Le bâtiment comprend deux montées d'escalier de 164 marches d'escalier chacune. Ainsi additionnées le nombre de marches serait de 328 et correspondrait à la marche ascendante et descendante du soleil.

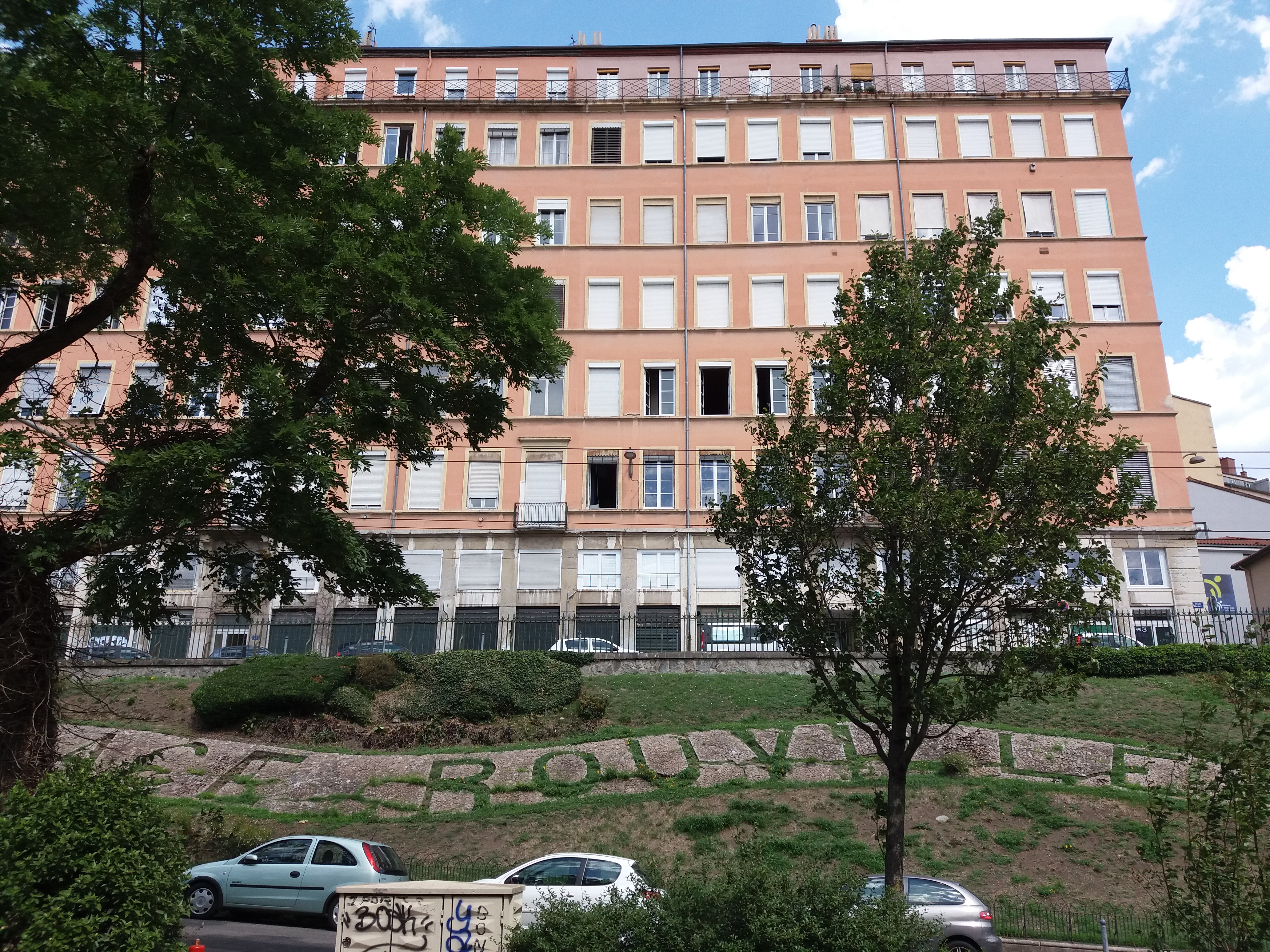
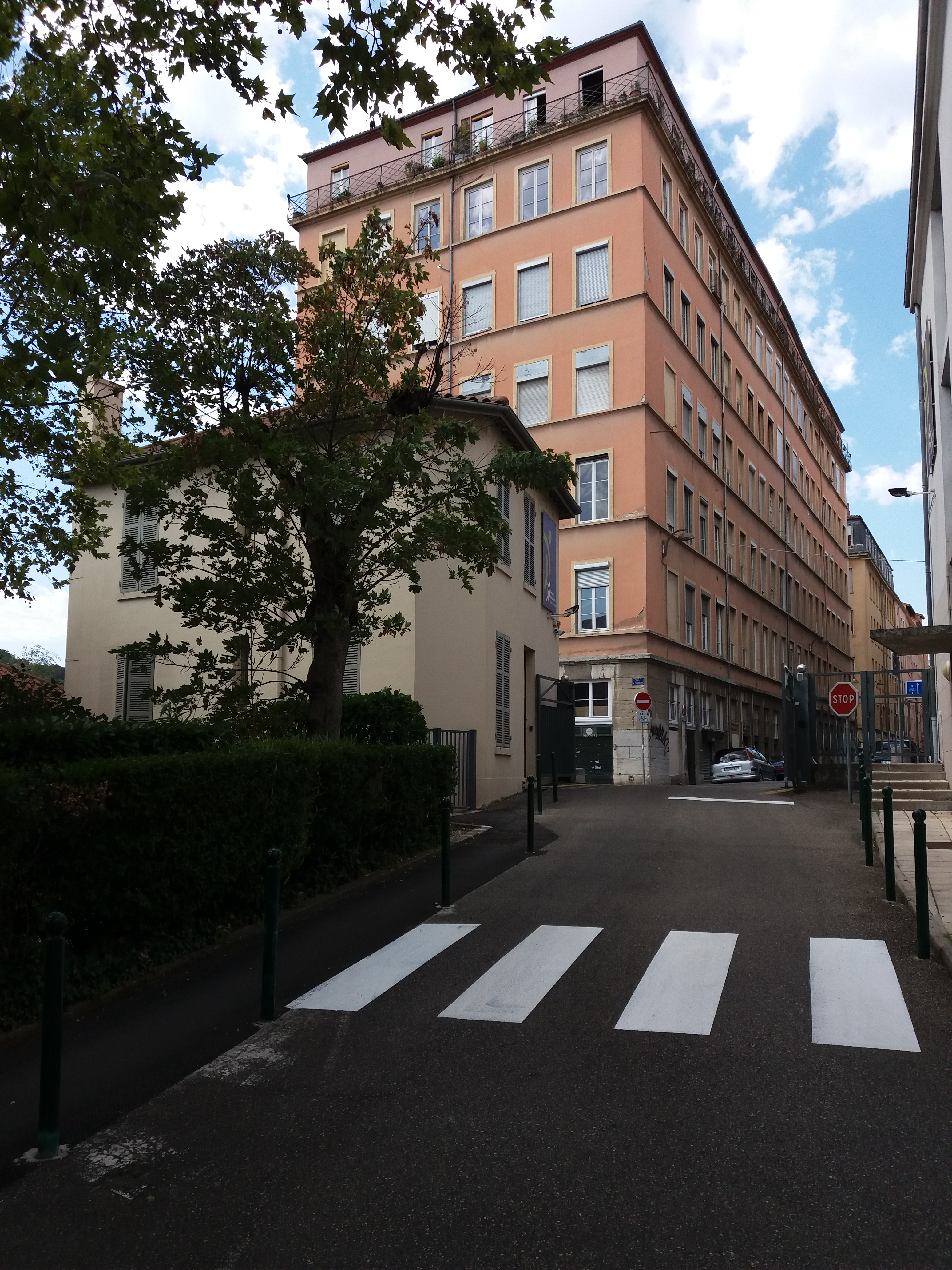
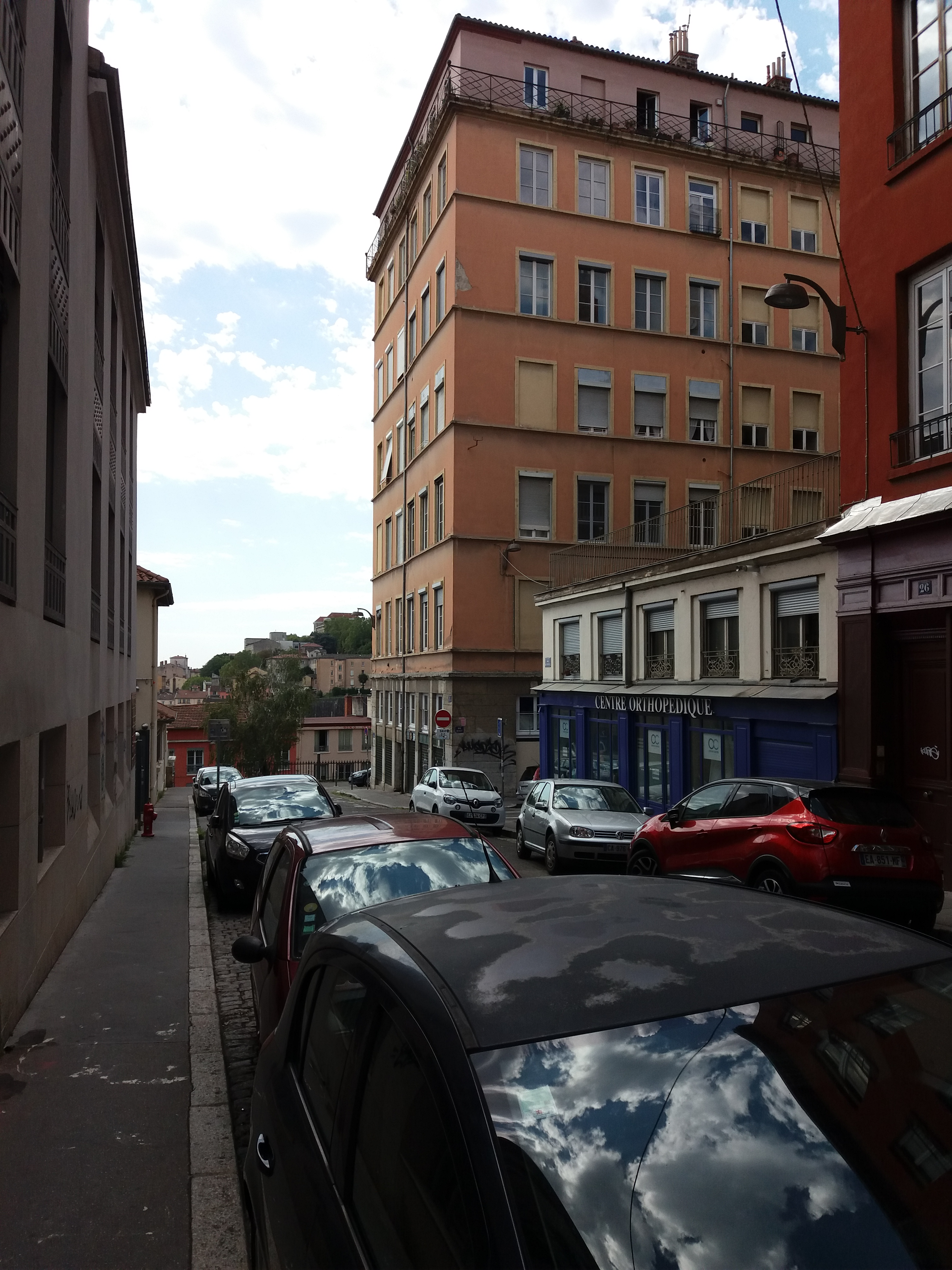
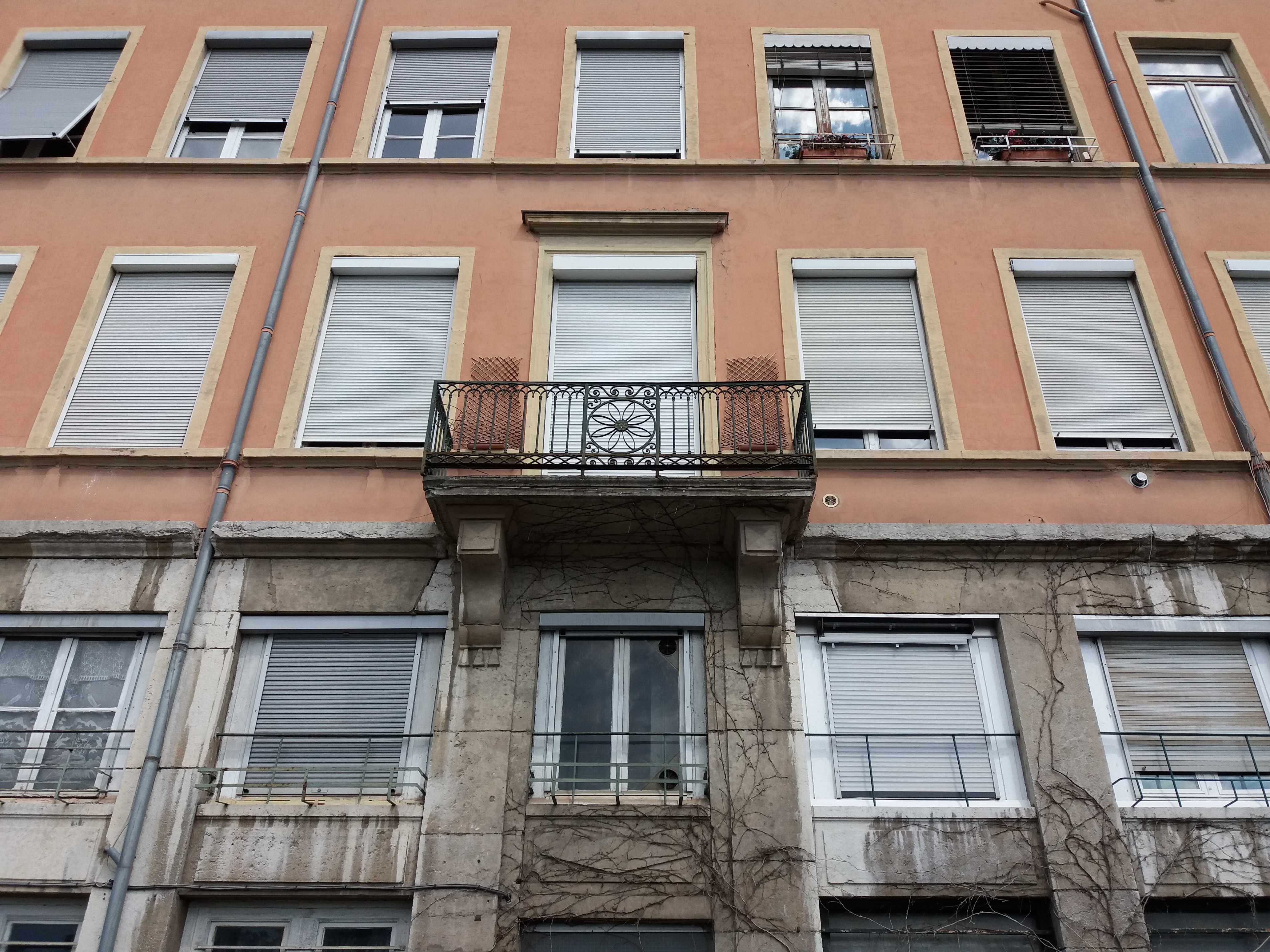
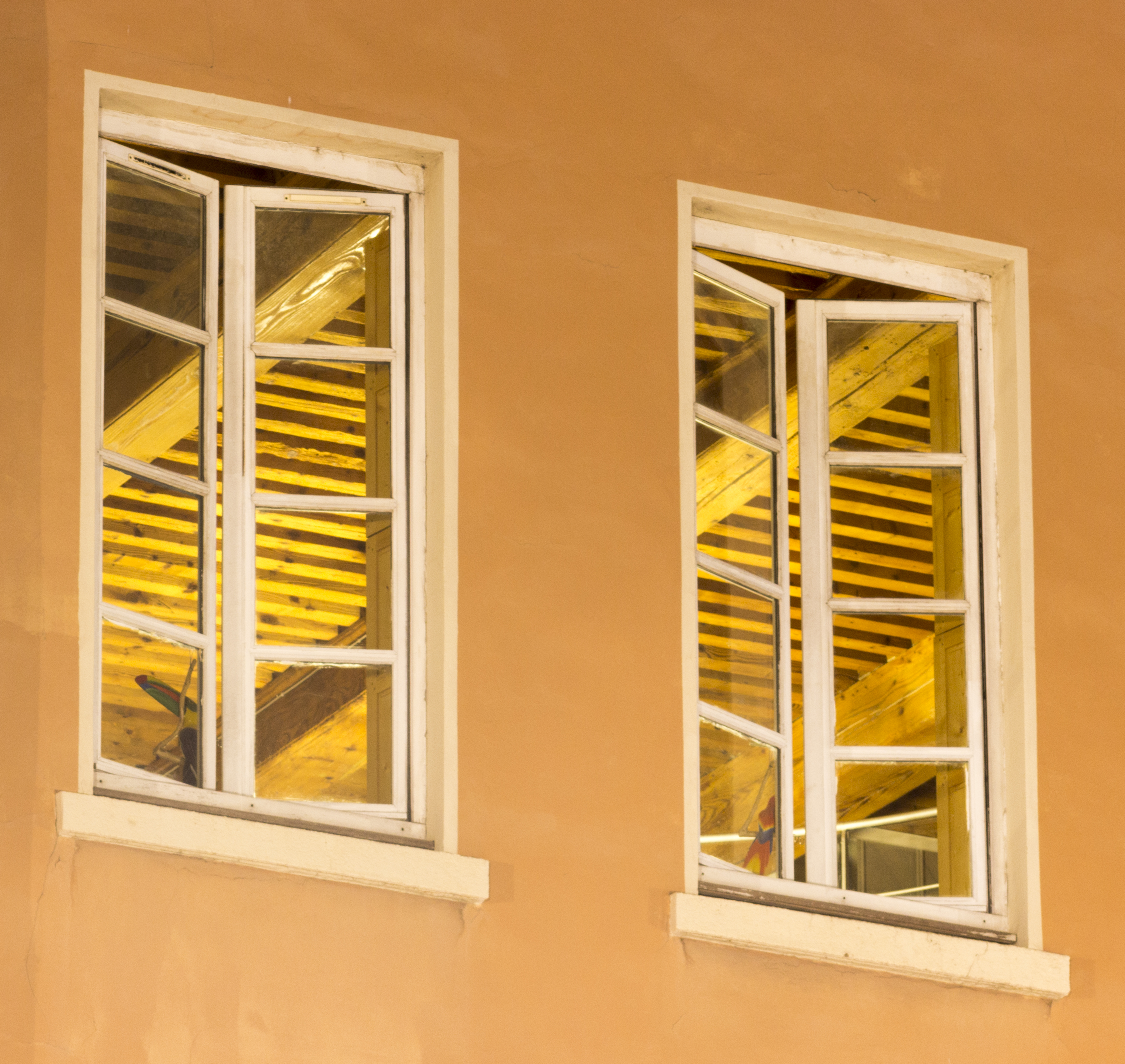
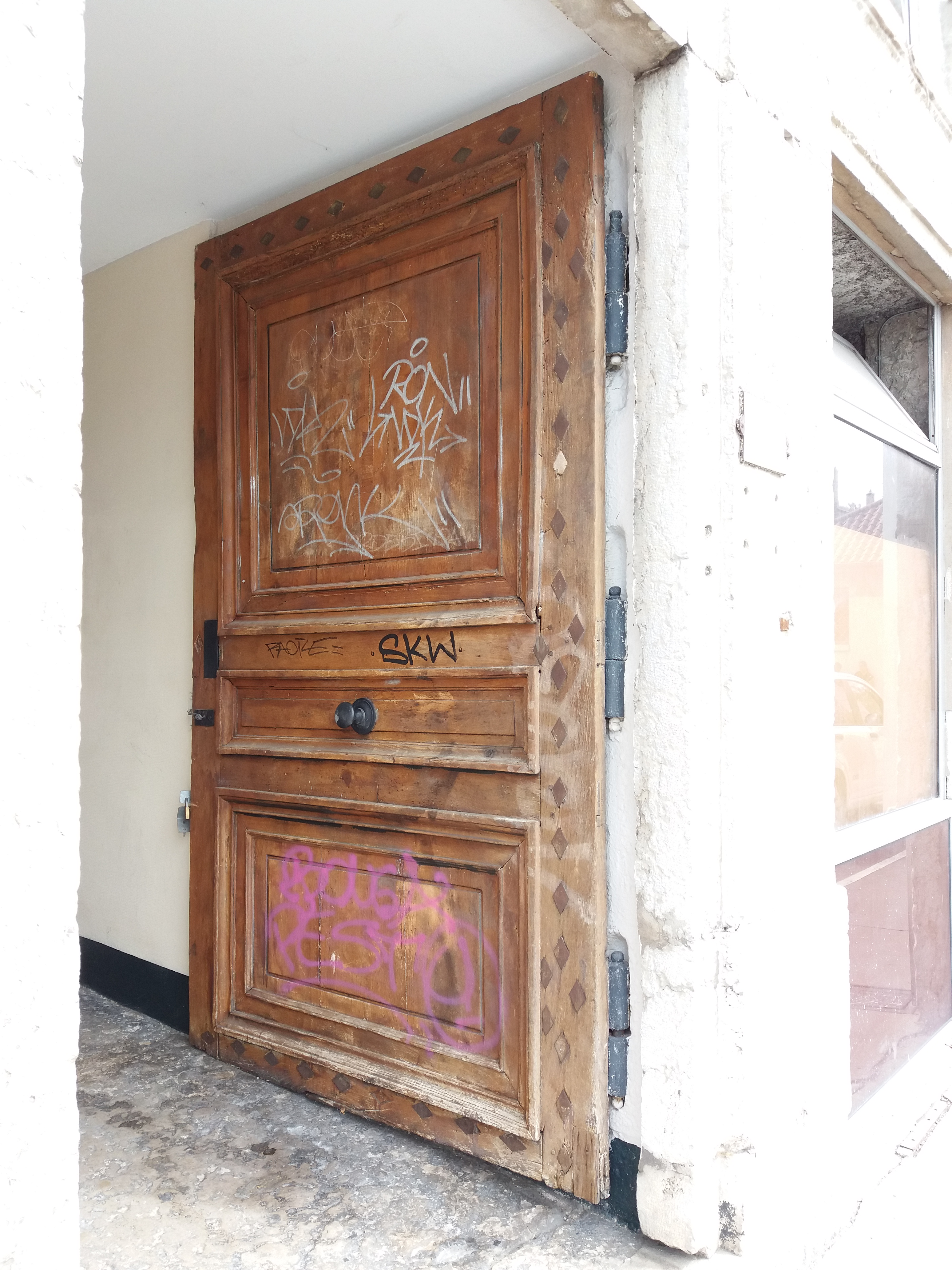

## La citadelle du Peuple
C'est à l'époque de la révolte des canuts que la maison Brunet fait parler d'elle. En 1831, lors de la première insurrection, cet immeuble est transformé en forteresse. Les insurgés postés aux innombrables fenêtres de la maison Brunet envoient des feux plongeants sur les soldats et les gardes nationaux.
Lors de la seconde insurrection, deux ans et demi plus tard, l'armée avait installé des canons sur l'esplanade des Chartreux, dans le but d'en neutraliser les foyers d'agitation. Les habitants de la maison, très nombreux et tous ouvriers, étaient suspects à l'autorité militaire qui les croyait partisans de l'émeute.
Mais le bombardement n’a pas eu lieu grâce aux négociations menées par le curé de l'église Saint-Bruno des Chartreux : l'abbé Pierre Pousset, curé des chartreux, parcourut à pied, malgré les projectiles, le chemin qui séparait la maison Brunet de l'esplanade, et se porta garant des paroissiens. Le cœur du père Pousset repose d'ailleurs dans l'église Saint-Bruno-les-Chartreux. Un ex-voto portant la mention « Les locataires de la maison Brunet en actions de grâces, le 12 avril 1834 » dessiné par les familles reconnaissantes, est conservé au musée d'art religieux de Fourvière.

## Traboules
Le bâtiment comprend deux traboules qui relient respectivement la rue Rivet aux numéros 10 et 12 et la place Rouville aux numéros 5 et 6 .